# Sächsischer Gedenktag für die Opfer von Flucht, Vertreibung und Zwangsumsiedlung
Der Sächsische Gedenktag für die Opfer von Flucht, Vertreibung und Zwangsumsiedlung wird am zweiten Sonntag im September begangen. Mit ihm wird die gelungene Integration und Aufbauleistung der Heimatvertriebenen und Aussiedler in Sachsen gewürdigt.

## Hintergrund
Sachsen war nach dem Zweiten Weltkrieg mit über einer Million Vertriebenen und Flüchtlingen ein wichtiges Aufnahmeland und wurde vielen von ihnen zur neuen Heimat. So haben auch heute noch viele sächsische Bürger eine Verbindung zu dem Thema Flucht und Vertreibung. Die Vertriebenen haben nicht nur sich eine neue Heimat aufgebaut, sondern zugleich mitgeholfen, die zerstörten Städte, Dörfer und Landschaften wie auch gesellschaftlichen Strukturen neu zu gestalten. Sie haben damit Sachsen bis heute nachhaltig mitgeprägt.